# Itaú de Minas
Itaú de Minas là một đô thị thuộc bang Minas Gerais, Brasil. Đô thị này có diện tích 154,015 km², dân số năm 2007 là 14551 người, mật độ 102 người/km².